# Ortenberg (Marburg)

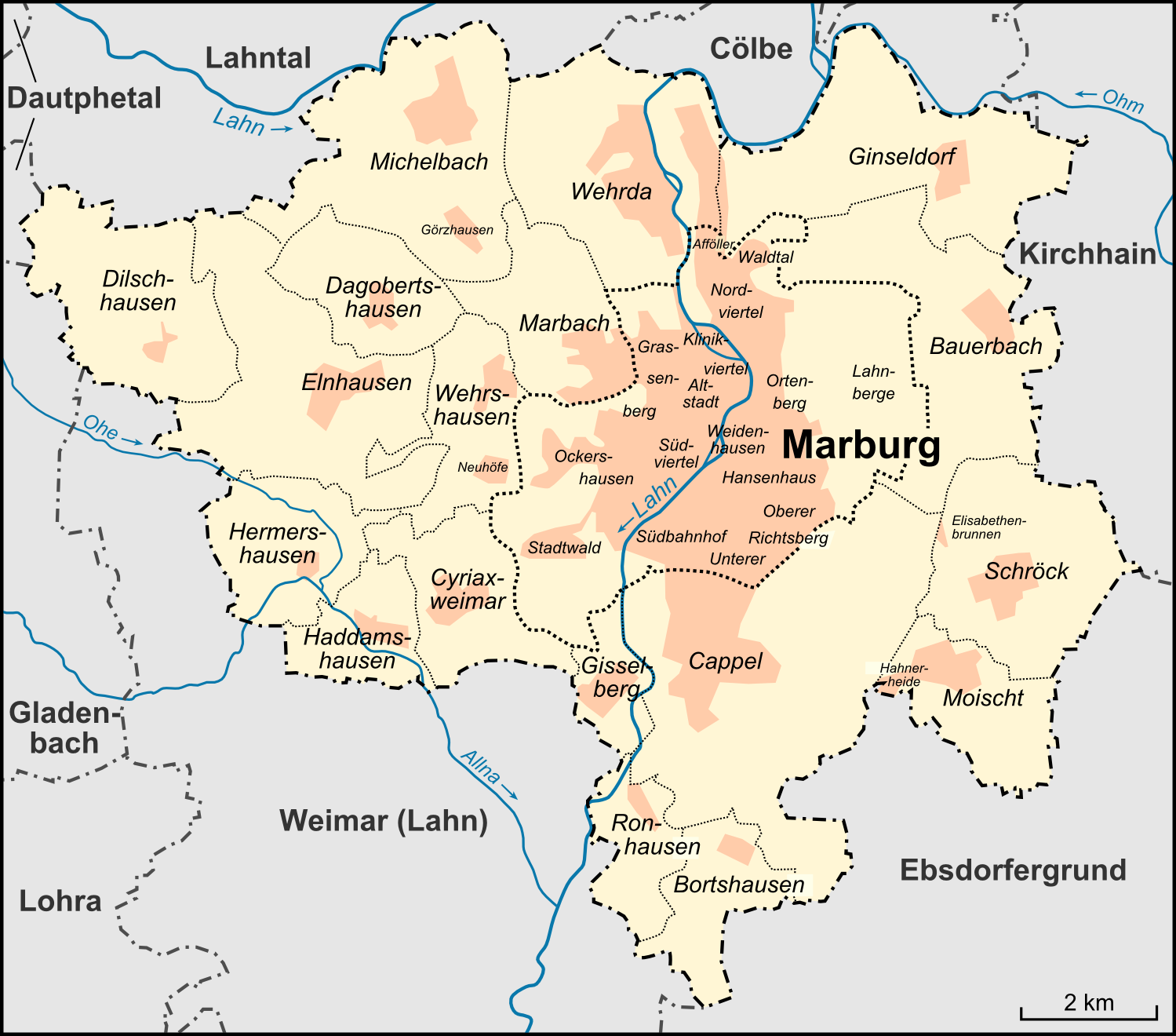
Marburg und seine Stadtteile

Ortenberg ist ein statistischer Bezirk der mittelhessischen Universitätsstadt Marburg.
Der Stadtteil Ortenberg zieht sich östlich der Bahnlinie und der Lahn in nord-südlicher Richtung am Fuße der Lahnberge entlang. Eine umfassende Bebauung fand zunächst in den 1920er Jahren statt. Das Gebiet gehörte früher dem Deutschorden. Da sich am Ortenberg nach dem Ersten Weltkrieg viele Vertriebene aus dem an Frankreich fallenden Elsass niederließen, wurden Teile vom Ortenberg auch Elsasshausen genannt.
Die Kennzahl des Stadtviertels in der Östlichen Kernstadt ist 233. Der Bezirk hat mehr als 3000 Einwohner und ist geprägt als Wohnbezirk mit zumeist Ein- und Zweifamilienhäusern. Am Ortenberg befinden sich das Zentrum für Psychische Gesundheit der Philipps-Universität Marburg, die zahnmedizinische Klinik des Universitätsklinikums, die Evangelische Hochschule Tabor, das Altenpflegeheim Tabor und ein Kindergarten. In der Talsohle westlich der Eisenbahnlinie liegen die Gebäude der ehemaligen Philosophischen Fakultät und eine frühere Zentralbibliothek der Universität.